# Liste der gemeindefreien Bodendenkmale in Schleswig-Holstein
In der Liste der gemeindefreien Bodendenkmale in Schleswig-Holstein sind die Bodendenkmale Schleswig-Holsteins nach dem Stand der Bodendenkmalliste des Archäologischen Landesamts Schleswig-Holstein von 2016 aufgelistet, die weder einer Gemeinde noch einem gemeindefreien Gebiet zugeordnet sind.
| Denkmal-ID           | Befundart          | Bezeichnung        | Zeitstellung   | Lage                                         | Bemerkungen | Bild |
| -------------------- | ------------------ | ------------------ | -------------- | -------------------------------------------- | --- | ---- |
| aKD-ALSH-Nr. 000 014 | Wrack              | Wrack „U 979“      | Zeitgeschichte | Nordsee vor Wittdün auf Amrum                | Wrack des deutschen U-Boots U 979, am 24. Mai 1945 auf Grund gesetzt                                                                        |      |
| aKD-ALSH-Nr. 000 015 | Wrack              | Wrack              | Neuzeit        | Nordsee, 10 Seemeilen westlich von Helgoland | Wrack des britischen U-Boots HMS E-10, am 18. Januar 1915 durch eine Mine versenkt                                                          |      |
| aKD-ALSH-Nr. 000 016 | Wrack              | Wrack              | Neuzeit        | Nordsee vor Helgoland                        | Wrack des deutschen U-Boots UC 71, am 20. Februar 1919 durch die Mannschaft versenkt                                                        |      |
| aKD-ALSH-Nr. 000 017 | Seeschlacht-Gebiet | Seeschlacht-Gebiet | Neuzeit        | Ostsee, Kieler Förde vor Bülk                | Wrack des schwedischen Kriegsschiffs Prinsessan Hedvig Sophia, Kanonen und Kanonenkugeln aus der Seeschlacht bei Fehmarn vom 24. April 1715 |      |